# David Bowman (piłkarz)
David Bowman (ur. 10 marca 1964 w Tunbridge Wells) – piłkarz szkocki grający na pozycji prawego obrońcy lub pomocnika.

## Kariera klubowa
Karierę piłkarską rozpoczął w klubie Heart of Midlothian F.C. z Edynburga. W 1980 roku zadebiutował w jego barwach w Scottish Premier League. W Hearts spędził cztery sezony, jednak nie osiągnął większych sukcesów. W grudniu 1984 roku odszedł do angielskiego Coventry City. W angielskiej Division One zadebiutował 15 grudnia w wygranym 2:1 meczu z Southampton F.C. W Coventry David występował u boku rodaka, Jima McInally'ego.
W 1986 roku wraz z McInallym wrócili do Szkocji i zostali piłkarzami Dundee United. Już w 1987 roku dotarł z Dundee do finału Pucharu UEFA, jednak Szkoci przegrali 1:2 w dwumeczu z IFK Göteborg. W latach 1987, 1988, 1991 i 1994 dochodził do finału Pucharu Szkocji, ale trofeum to wygrał tylko za czwartym podejściem. W trakcie sezonu 1995/1996 został mianowany kapitanem Dundee. W klubie tym grał do 1998 i spędził w nim 12 sezonów. Rozegrał 336 meczów i zdobył 9 goli.
Latem 1998 odszedł z Dundee do Raith Rovers, ale grał tam tylko przez jeden sezon. W 1999 roku wyjechał do Hongkongu by występować w tamtejszym klubie Orient and Yee Hope Union. Po roku pobytu w Azji wrócił do Szkocji. W latach 2000–2002 był piłkarzem amatorskiego Forfar Athletic. W jego też barwach zakończył karierę sportową.
W 2007 roku przez krótki czas był menedżerem drużyny Livingston F.C.

## Kariera reprezentacyjna
W reprezentacji Szkocji zadebiutował 25 marca 1992 roku w zremisowanym 1:1 towarzyskim meczu z Finlandią. W 1992 roku selekcjoner Andy Roxburgh uwzględnił go w kadrze na Euro 92. Na tym turnieju był rezerwowym i nie wystąpił w żadnym spotkaniu. Ogółem do 1993 roku w kadrze Szkocji wystąpił 6 razy. Wcześniej grał w reprezentacji U-19 i w 1982 roku wywalczył z nią mistrzostwo Europy U-19.